# Clathrate hydrate

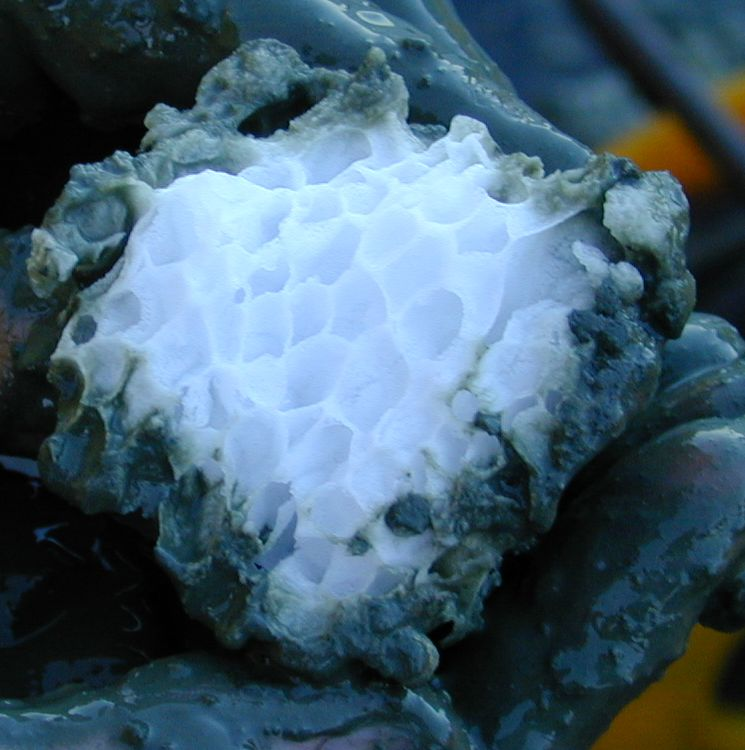
Bloc d'hydrate de gaz

Les clathrates hydrates sont des solides cristallins à base d’eau ressemblant à de la glace, dans lesquels des petites molécules non-polaires (généralement des gaz) ou des molécules comportant une fraction hydrophobe sont encapsulées dans des nano-cages de molécules d’eau impliquant des liaisons hydrogènes intermoléculaires. En d’autres termes, les clathrate hydrates sont des clathrates dans lesquelles la molécule hôte est l’eau et la molécule invitée est un gaz ou un liquide.